# Livilliers
Livilliers és un municipi francès, situat al departament de Val-d'Oise i a la regió d'Illa de França. L'any 2007 tenia 353 habitants.
Forma part del cantó de Pontoise, del districte de Pontoise i de la Comunitat de comunes Sausseron Impressionnistes.

## Demografia

### Població
El 2007 la població de fet de Livilliers era de 353 persones. Hi havia 136 famílies, de les quals 36 eren unipersonals (16 homes vivint sols i 20 dones vivint soles), 36 parelles sense fills i 64 parelles amb fills.
La població ha evolucionat segons el següent gràfic:
Habitants censats

### Habitatges
El 2007 hi havia 150 habitatges, 139 eren l'habitatge principal de la família, 6 eren segones residències i 4 estaven desocupats. 129 eren cases i 20 eren apartaments. Dels 139 habitatges principals, 118 estaven ocupats pels seus propietaris, 19 estaven llogats i ocupats pels llogaters i 2 estaven cedits a títol gratuït; 4 tenien una cambra, 6 en tenien dues, 17 en tenien tres, 31 en tenien quatre i 81 en tenien cinc o més. 127 habitatges disposaven pel capbaix d'una plaça de pàrquing. A 54 habitatges hi havia un automòbil i a 80 n'hi havia dos o més.

### Piràmide de població
La piràmide de població per edats i sexe el 2009 era:
| Homes | Edats   | Dones |
| ----- | ------- | ----- |
| 0     | 95 o +  | 0     |
| 0     | 90 a 94 | 0     |
| 0     | 85 a 89 | 0     |
| 0     | 80 a 84 | 0     |
| 0     | 75 a 79 | 0     |
| 4     | 70 a 74 | 4     |
| 4     | 65 a 69 | 16    |
| 16    | 60 a 64 | 12    |
| 12    | 55 a 59 | 4     |
| 12    | 50 a 54 | 20    |
| 8     | 45 a 49 | 12    |
| 4     | 40 a 44 | 12    |
| 28    | 35 a 39 | 8     |
| 24    | 30 a 34 | 24    |
| 12    | 25 a 29 | 16    |
| 20    | 20 a 24 | 4     |
| 20    | 15 a 19 | 4     |
| 8     | 10 a 14 | 12    |
| 20    | 5 a 9   | 8     |
| 24    | 0 a 4   | 8     |

## Economia
El 2007 la població en edat de treballar era de 253 persones, 191 eren actives i 62 eren inactives. De les 191 persones actives 180 estaven ocupades (98 homes i 82 dones) i 11 estaven aturades (5 homes i 6 dones). De les 62 persones inactives 20 estaven jubilades, 33 estaven estudiant i 9 estaven classificades com a «altres inactius».

### Ingressos
El 2009 a Livilliers hi havia 138 unitats fiscals que integraven 381 persones, la mediana anual d'ingressos fiscals per persona era de 27.589 €.

### Activitats econòmiques
Dels 15 establiments que hi havia el 2007, 6 eren d'empreses de construcció, 4 d'empreses de comerç i reparació d'automòbils, 4 d'empreses de serveis i 1 d'una empresa classificada com a «altres activitats de serveis».
Dels 6 establiments de servei als particulars que hi havia el 2009, 1 era un taller de reparació d'automòbils i de material agrícola, 2 fusteries, 2 lampisteries i 1 empresa de construcció.
L'any 2000 a Livilliers hi havia 6 explotacions agrícoles que ocupaven un total de 396 hectàrees.

## Equipaments sanitaris i escolars
El 2009 hi havia una escola elemental.

## Poblacions més properes
El següent diagrama mostra les poblacions més properes.